# 理紋歐螈
理紋歐螈（学名：Triturus marmoratus）为蠑螈科歐螈屬下的一个种，分佈於西歐。